# Nowa Boćwinka
Nowa Boćwinka (Duits: Neu Bodschwingken; 1938-1945: Neu Herandstal) is een plaats in het Poolse woiwodschap Ermland-Mazurië, in het district Gołdapski. De plaats maakt deel uit van de stad- en landgemeente Gołdap.